# Каримов, Сергей Валерьевич
Серге́й Валерьевич Кари́мов (нем. Sergej Karimow; род. 21 декабря 1986, Сарань, Карагандинская область, Казахская ССР, СССР — 24 декабря 2019) — казахстанский и немецкий футболист, защитник.

## Карьера
Большую часть своей карьеры Каримов играл за «Вольфсбург». Он выступал на левом фланге обороны.
8 декабря 2007 года Сергей дебютировал в немецкой Бундеслиге, выйдя на матч со «Штутгартом». 30 января 2008 он дебютировал в 1/16 финала Кубка Германии. В игре против «Шальке 04» Сергей сравнял счёт, забив гол на 90-й минуте. Чуть позже, в серии пенальти, Сергей забил решающий пенальти. Уже после этого Каримов заключил профессиональный контракт с «волками» до 2010 года.
В 2008 году в составе команды стал победителем чемпионата Германии.
В мае 2011 года у Каримова подошёл к концу контракт с «Вольфсбургом» и он на правах свободного агента перешёл в «Дуйсбург».
Последним клубом был «Люпо-Мартини» из 5-го немецкого дивизиона, который он покинул в 2014 году.
Скончался на 33-м году жизни.

## Сборная
В феврале 2008 года Футбольная Федерация Казахстана сделала официальное предложение Сергею играть за национальную сборную Казахстана.
11 августа 2010 года Сергей Каримов сыграл свой первый матч за сборную Казахстана против Омана. Матч окончился со счетом 3:1 в пользу сборной Казахстана.

## Достижения
- Чемпион Германии: 2008/09

## Личная жизнь
Отец — русский, мама — немка. В 1995 году вместе с семьей переехал из Сарани в Германию.